# Mercedes-Benz Arocs
Il Mercedes-Benz Arocs è un autocarro e trattore stradale prodotto da Mercedes-Benz a partire dal 2013 per sostituire il Mercedes-Benz Axor e il Mercedes-Benz Actros. Esso appartiene alla categoria degli autocarri con masse totali da 18 a 41 t.

## Contesto
Il Mercedes-Benz Arocs è una famiglia di autocarri pesanti prodotti da Daimler Truck AG, progettati specificamente per le esigenze del settore edile, sia per l’impiego su strada che in fuoristrada. Presentato alla stampa nel gennaio 2013 e al pubblico alla fiera bauma di Monaco, l’Arocs ha sostituito le gamme Mercedes-Benz Axor e Actros destinate al cantiere. A differenza di altri modelli come l’Actros, studiato per il trasporto a lungo raggio, e l’Antos, pensato per la distribuzione, l’Arocs è stato sviluppato fin dall’inizio per il settore delle costruzioni, con un design robusto che richiama anche gli stilemi dei SUV Mercedes.
L’Arocs si distingue per motori BlueEfficiency Power conformi alla normativa Euro VI, con potenze che vanno da 175 kW (238 CV) a 460 kW (625 CV) e cilindrate da 7,7 a 15,6 litri. Questi motori a sei cilindri in linea, dotati di turbocompressore e intercooler, garantiscono un’elevata coppia fino a 3.000 Nm a bassi regimi, con sistemi SCR e filtri antiparticolato per ridurre le emissioni.
La gamma Arocs è disponibile con 2, 3 o 4 assi e comprende diverse configurazioni, tra cui autocarri ribaltabili, betoniere, trattori e telai. Due versioni principali caratterizzano la famiglia: Loader, ottimizzata per ridurre la massa a vuoto e migliorare la capacità di carico (ad esempio, una betoniera 8x4/4 pesa solo 9.250 kg e trasporta 8 m³ di calcestruzzo), e Grounder, progettata per condizioni estreme come cave e cantieri gravosi, con un telaio da 9 mm di spessore per massima robustezza. Il peso totale varia da 18 a 41 tonnellate a seconda del numero di assi.
L’Arocs offre 7 tipi di cabine in 14 varianti, con larghezze da 2,3 a 2,5 metri e diverse altezze di tetto, tutte caratterizzate da un design funzionale e robusto, con griglia a “bucket teeth” (denti da benna), paraurti in acciaio integrato e gradini per facilitare l’accesso.

### Arocs SLT

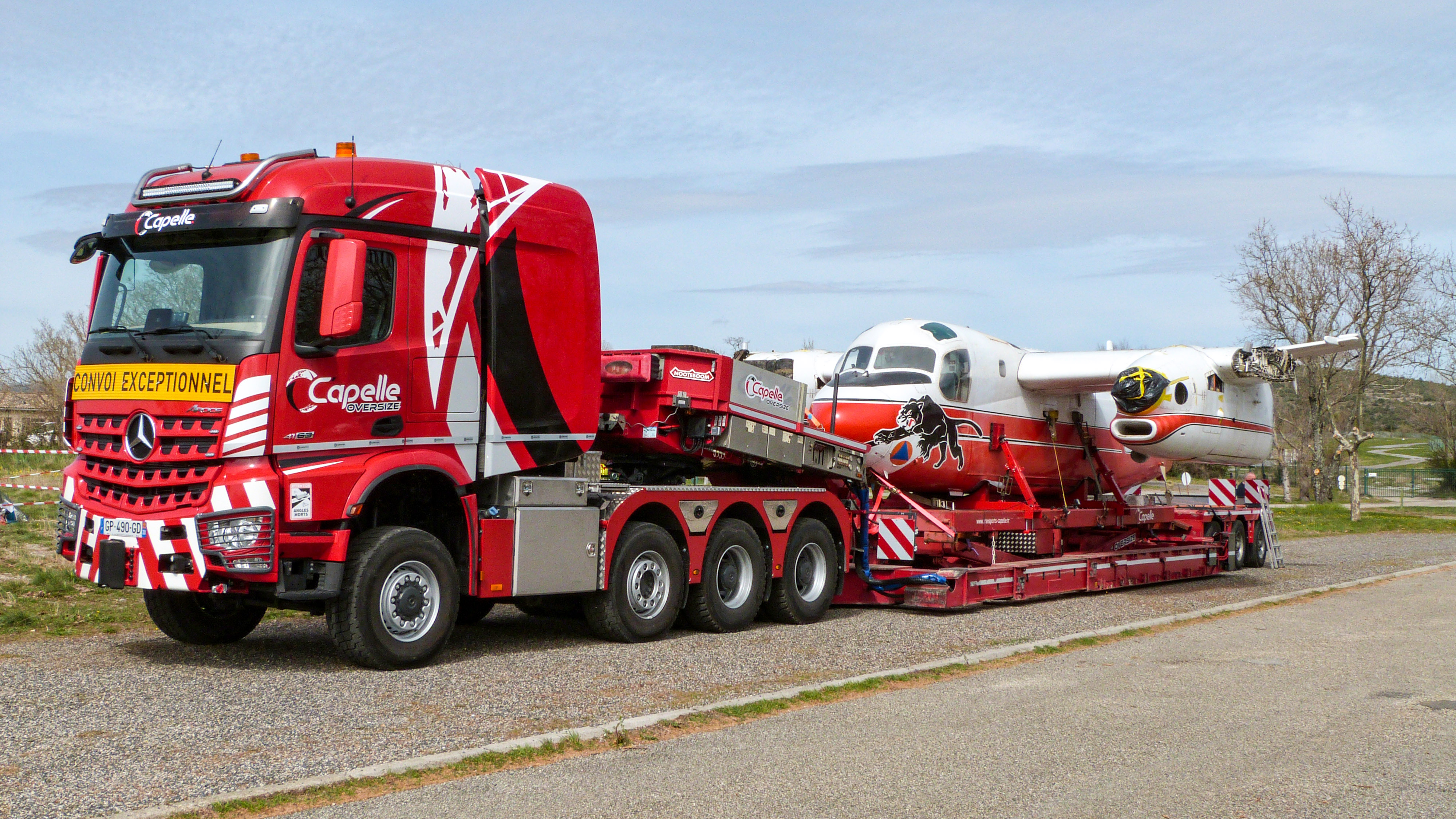
Mercedes-Benz Arocs 4163

Nel 2014 è stata introdotta la versione SLT (Schwerlasttransporter) per trasporti eccezionali, con motori OM 473 da 15,6 litri capaci di 460 kW (625 CV) e 3.000 Nm di coppia, affiancati da versioni da 380 e 425 kW. Questi modelli sono dotati di frizione idrodinamica che funge da retarder, permettendo traini fino a 250 tonnellate anche su pendenze del 10%, garantendo potenza frenante fino a 720 kW.
Con un’altezza telaio di 1.120 mm, superiore di 115 mm rispetto all’Actros, e assi anteriori e posteriori arretrati di 60 mm, l’Arocs consente l’uso di pneumatici speciali di grande diametro senza modifiche strutturali. Il serbatoio di carburante può raggiungere i 900 litri, con un serbatoio AdBlue da 60 o 75 litri posizionato strategicamente.

## Motorizzazioni
La gamma Arocs presenta le seguenti motorizzazioni:
| Motore                           | Cilindrata (l) | Potenza (kW-CV) a (giri/min)    | Coppia (Nm) a (giri/min)     |
| -------------------------------- | -------------- | ------------------------------- | ---------------------------- |
| Diesel (OM, 6 Cilindri in Linea) |                |                                 |                              |
| OM 936                           | 7,7            | 175 kW (238 CV) a 2200 giri/min | 1000 Nm a 1200–1600 giri/min |
| OM 936                           | 7,7            | 200 kW (272 CV) a 2200 giri/min | 1100 Nm a 1200–1600 giri/min |
| OM 936                           | 7,7            | 220 kW (299 CV) a 2200 giri/min | 1200 Nm a 1200–1600 giri/min |
| OM 936                           | 7,7            | 235 kW (320 CV) a 2200 giri/min | 1300 Nm a 1200–1600 giri/min |
| OM 936                           | 7,7            | 260 kW (354 CV) a 2200 giri/min | 1400 Nm a 1200–1600 giri/min |
| OM 470                           | 10,7           | 240 kW (326 CV) a 1800 giri/min | 1700 Nm a 1100 giri/min      |
| OM 470                           | 10,7           | 265 kW (360 CV) a 1800 giri/min | 1800 Nm a 1100 giri/min      |
| OM 470                           | 10,7           | 290 kW (476 CV) a 1800 giri/min | 1900 Nm a 1100 giri/min      |
| OM 470                           | 10,7           | 315 kW (510 CV) a 1800 giri/min | 2100 Nm a 1100 giri/min      |
| OM 471                           | 12,8           | 310 kW (421 CV) a 1800 giri/min | 2100 Nm a 1100 giri/min      |
| OM 471                           | 12,8           | 330 kW (449 CV) a 1800 giri/min | 2200 Nm a 1100 giri/min      |
| OM 471                           | 12,8           | 350 kW (540 CV) a 1800 giri/min | 2300 Nm a 1100 giri/min      |
| OM 471                           | 12,8           | 375 kW (540 CV) a 1800 giri/min | 2500 Nm a 1100 giri/min      |
| OM 473                           | 15,6           | 380 kW (517 CV) a 1700 giri/min | 2600 Nm a 1100 giri/min      |
| OM 473                           | 15,6           | 425 kW (580 CV) a 1700 giri/min | 2800 Nm a 1100 giri/min      |
| OM 473                           | 15,6           | 460 kW (625 CV) a 1700 giri/min | 3000 Nm a 1100 giri/min      |